# 耶律铎鲁斡
耶律铎鲁斡（?—?），字乙辛隐，辽皇族季父房后裔。辽朝（契丹）政治人物、軍人，契丹族。辽道宗时南府宰相。
重熙末年，为给事诰院。辽道宗咸雍年间，官至同知南京留守事。大康初年，历任西南面招讨使、北面林牙，左夷离毕。大安五年（1089年），拜南府宰相。寿昌二年（1096年），因为年老辞官，为官守正廉洁，有政绩。晚年退居乡里，其子耶律普古为乌古部节度使，迎至任上，见耶律普古囤积财物甚多，便说：“辞亲入仕，当以裕国安民为事。枉道欺君，以苟货利，非吾志也。”随即返回。耶律铎鲁斡不久病故，后耶律普古为盗所杀。